# Prophétie des sept feux
 (mars 2024).
La mise en forme du texte ne suit pas les recommandations de Wikipédia : il faut le « wikifier ».
Les points d'amélioration suivants sont les cas les plus fréquents. Le détail des points à revoir est peut-être précisé sur la page de discussion.
- Les titres sont pré-formatés par le logiciel. Ils ne sont ni en capitales, ni en gras.
- Le texte ne doit pas être écrit en capitales (les noms de famille non plus), ni en gras, ni en italique, ni en « petit »…
- Le gras n'est utilisé que pour surligner le titre de l'article dans l'introduction, une seule fois.
- L'italique est rarement utilisé : mots en langue étrangère, titres d'œuvres, noms de bateaux, etc.
- Les citations ne sont pas en italique mais en corps de texte normal. Elles sont entourées par des guillemets français : « et ».
- Les listes à puces sont à éviter, des paragraphes rédigés étant largement préférés. Les tableaux sont à réserver à la présentation de données structurées (résultats, etc.).
- Les appels de note de bas de page (petits chiffres en exposant, introduits par l'outil «  Source ») sont à placer entre la fin de phrase et le point final[comme ça].
- Les liens internes (vers d'autres articles de Wikipédia) sont à choisir avec parcimonie. Créez des liens vers des articles approfondissant le sujet. Les termes génériques sans rapport avec le sujet sont à éviter, ainsi que les répétitions de liens vers un même terme.
- Les liens externes sont à placer uniquement dans une section « Liens externes », à la fin de l'article. Ces liens sont à choisir avec parcimonie suivant les règles définies. Si un lien sert de source à l'article, son insertion dans le texte est à faire par les notes de bas de page.
- La présentation des références doit suivre les conventions bibliographiques. Il est recommandé d'utiliser les modèles {{Ouvrage}}, {{Chapitre}}, {{Article}}, {{Lien web}} et/ou {{Bibliographie}}. Le mode d'édition visuel peut mettre en forme automatiquement les références.
- Insérer une infobox (cadre d'informations à droite) n'est pas obligatoire pour parachever la mise en page.

Pour une aide détaillée, merci de consulter Aide:Wikification.
Si vous pensez que ces points ont été résolus, vous pouvez retirer ce bandeau et améliorer la mise en forme d'un autre article.
 (avril 2024).
La prophétie des sept feux est une prophétie anishinaabe qui marque des phases, ou des époques, dans la vie des habitants de l'île de la Tortue, le nom original donné par les peuples autochtones de l'actuel continent nord-américain. Les sept feux de la prophétie représentent des enseignements spirituels clefs pour l'Amérique du Nord et suggèrent que les différentes couleurs et traditions des êtres humains peuvent s'unir sur une base de respect. Il contient des informations sur la vie future des Anishinaabe qui sont encore en train de se réaliser.
En 1988, Edward Benton-Banai a documenté la prophétie dans The Mishomis Book.

## Aperçu
À l’origine, la prophétie et l’histoire de la migration des Ojibwa étaient étroitement liées[réf. nécessaire]. Cependant, la dernière moitié de la prophétie semble s'appliquer à tous les peuples en contact avec les Anishinaabeg. Par conséquent, avec la croissance du mouvement panindien dans les années 1960 et 1970, les concepts de la prophétie des Sept Feux ont fusionné avec d'autres enseignements prophétiques similaires trouvés parmi les peuples autochtones d'Amérique du Nord, formant une voix environnementale, politique et socio-économique unifiée en faveur de l'humanité. Le Canada et les États-Unis. La prophétie des Sept Feux a été enseignée à l'origine parmi les pratiquants de Midewiwin[réf. nécessaire].</link>
William Commanda, un aîné algonquin et ancien chef de la Première Nation Kitigàn-zìbì Anishinàbeg, était le gardien de la ceinture wampum pour la prophétie des sept incendies. Il est décédé le 3 août 2011.

## Sept feux
À l’origine, les prophéties étaient données par huit prophètes à sept périodes différentes. Selon la tradition orale, la nation Mi'kmaq a entendu le premier prophète. Les sept prophètes restants sont apparus auparavant et ont été enregistrés par les Anishinaabeg. Une prophétie de chacune de ces sept périodes était alors appelée un « feu ». Les enseignements de la prophétie des Sept feux déclarent également que lorsque le monde aura été souillé et que les eaux seront devenues amères à cause du manque de respect, les êtres humains auront le choix entre deux options : le matérialisme ou la spiritualité. S’ils choisissent la spiritualité, ils survivront, mais s’ils choisissent le matérialisme, ce sera la fin.

### Premier
Au temps du Premier Feu, la nation Anishinabe se lèvera et suivra la coquille sacrée de la Loge Midewiwin. Le Midewiwin Lodge servira de point de ralliement à la population et ses traditions seront la source d'une grande force. Le Sacred Megis ouvrira la voie vers le terrain choisi par les Anishinabe. Vous devez rechercher une île en forme de tortue liée à l'épuration de la terre. Vous trouverez une telle île au début et à la fin de votre voyage. Il y aura sept arrêts tout au long du parcours. Vous saurez que le terrain choisi a été atteint lorsque vous arrivez dans un pays où la nourriture pousse sur l'eau. Si vous ne bougez pas, vous serez détruit.
En tenant compte de cette prophétie, les peuples Anishinaabe, après avoir reçu des garanties quant à la sécurité de leurs « pères » (les peuples Abénaquis ) et de leurs « frères alliés » ( Mi'kmaq ) du déplacement des Anishinaabeg vers l'intérieur des terres, loin de la côte atlantique, ont massivement la migration des Anishinaabeg a eu lieu, se dirigeant vers le « premier lieu d'arrêt » connu sous le nom de Mooniyaang, connu aujourd'hui sous le nom de Montréal, Québec. Là, la Nation a découvert une « île en forme de tortue » marquée par des coquillages miigis ( cauris ).
La Nation grandit et s'étendit jusqu'à la rivière des Outaouais et au fleuve Saint-Laurent. La deuxième « île en forme de tortue » marquée par des coquilles de miigis se trouvait aux chutes du Niagara.

### Deuxième
Vous connaîtrez le Deuxième Feu car à ce moment-là la nation campera près d’une grande étendue d’eau. Pendant ce temps, la direction de la Coquille Sacrée sera perdue. Le Midewiwin diminuera en force. Une fille naîtra pour montrer la voie du retour aux traditions. Elle montrera la direction vers les tremplins vers l’avenir du peuple Anishinabe.
Les traditions orales des membres du Conseil des Trois Feux disent que la prise de conscience du deuxième incendie s'est produite à propos du « troisième lieu d'arrêt » situé quelque part près de ce qui est aujourd'hui Détroit, dans le Michigan. Les Anishinaabeg s'étaient divisés entre ceux qui remontaient la rivière des Outaouais et ceux qui remontaient le fleuve Saint-Laurent. Après avoir quitté la région des chutes Niagara, ce groupe s'est dirigé vers le « lac Rond » ( lac Sainte-Claire ) et a trouvé la troisième « île en forme de tortue » marquée par des coquilles de miigis . Ils ont continué vers l'ouest jusqu'à arriver le long des rives sud du lac Michigan, mais à ce moment-là, les preuves des obus miigis étaient perdues et les Anishinaabeg du sud se sont « perdus » à la fois physiquement dans leur voyage et spirituellement dans leur voyage. Le groupe méridional des Anishinaabeg s'est désintégré pour former ce qui est aujourd'hui les Ojibwa, les Odawa et les Potawatomi. Le groupe du nord le long de la rivière des Outaouais s'est divisé en Algonquins, Nipissing et Mississaugas, mais ils ont maintenu une cohésion qui n'a pas été maintenue par le groupe du sud.
Finalement, une fille Potawatomi a fait un rêve et a dirigé le groupe du sud vers et au-delà du « Lac Rond ». Le groupe du sud s'est joint non pas en tant que peuple Anishinaabe unique, mais plutôt en tant qu'alliance unifiée appelée Conseil des Trois Feux. En voyageant vers l'est et le nord, puis vers l'ouest, le Conseil a traversé une série de petites îles connues sous le nom de « tremplins » jusqu'à arriver sur l'île Manitoulin, décrite comme la « quatrième étape » de « l'île en forme de tortue » marquée par des miigis. coquille. Là-bas, sur l'île, le Conseil a rencontré les Mississaugas, qui ont ensuite pleinement réaligné spirituellement le groupe du sud, autrefois perdu, avec le groupe du nord qui n'a jamais été perdu. Les Odawa ont facilité la « guérison » et l'île est devenue synonyme de « l'île d'Odawa » dans la langue anishinaabe.

### Troisième
Dans le Troisième Feu, les Anishinabe trouveront le chemin vers leur terre de prédilection, une terre de l'Ouest où ils doivent déménager leurs familles. Ce sera la terre où la nourriture poussera sur les eaux.
Du centre culturel de l'île Manitoulin, les Ojibwe se sont installés dans la région de Sault Ste. Marie, où se trouvait la prochaine "île en forme de tortue" marquée par une carapace de miigis . Baawating ou « les rapides » de la rivière Saint Marys est devenu la « cinquième étape » des Ojibwe. À partir de cet endroit, les Ojibwe et les rapides sont devenus synonymes les uns des autres, les Ojibwe étant connus par les peuples Dakota sous le nom de Iyo-ḣaḣatoŋwaŋ (« le peuple des cascades ») et plus tard par les Français sous le nom de Saulteurs (« cascadeurs ») et Saulteaux ( "cascades"). De là, les Ojibwe se sont déplacés vers l'ouest, se divisant en deux groupes, chacun voyageant le long des rives du lac Supérieur, à la recherche de « la terre où la nourriture pousse sur les eaux ».

### Quatrième
La quatrième prophétie du feu a été délivrée par deux prophètes venus comme un seul. Certains supposent que son prophète était une personne bispirituelle, mais cela n’est pas connu avec certitude. Le premier prophète a dit :
Vous connaîtrez l’avenir de notre peuple grâce au visage que porte la race à la peau claire. S’ils viennent avec le visage de la fraternité, alors viendra une période de merveilleux changements pour les générations à venir. Ils apporteront de nouvelles connaissances et des articles qui pourront être joints à la connaissance de ce pays. De cette façon, deux nations s’uniront pour former une nation puissante. Cette nouvelle nation sera rejointe par deux autres, de sorte que quatre formeront la nation la plus puissante de toutes. Vous connaîtrez le visage de la confrérie si la race à la peau claire arrive sans armes, si elle vient avec seulement son savoir et une poignée de main.
L'autre prophète dit :
Méfiez-vous si la race à la peau claire arrive avec le visage de la mort. Il faut être prudent car le visage de la fraternité et celui de la mort se ressemblent beaucoup. S'ils viennent avec une arme... méfiez-vous. S'ils viennent en souffrant... Ils pourraient vous tromper. Leurs cœurs peuvent être remplis d’avidité pour les richesses de ce pays. S’ils sont bien vos frères, qu’ils le prouvent. Ne les acceptez pas en toute confiance. Vous saurez que leur visage est celui de la mort si les rivières regorgent de poison et si les poissons deviennent impropres à la consommation. Vous les reconnaîtrez à ces nombreuses choses.
Alors qu'ils se trouvaient au "Cinquième arrêt", sont arrivés les gens à la peau claire, à bord de grands bateaux en bois, connus sous le nom de Français. Par conséquent, les Français étaient appelés Wemitigoozhii (« les gens des bateaux en bois »). Même si la Couronne française s'intéressait au colonialisme, en ce qui concerne les Anishinaabeg, les Français semblaient uniquement intéressés par le commerce et les échanges commerciaux par le biais du mercantilisme. Avec les Français, les Anishinaabeg ont formé des alliances commerciales qui ont non seulement étendu les puissances coloniales françaises au cœur de l'Amérique du Nord, mais ont également renforcé la puissance politique et militaire des Anishinaabeg.
Après les Français vinrent les Zhaaganaash (« Off-shore ») de Grande-Bretagne. Mais des Zhaaganaash sont nés les Gichi-mookomaan (« Grands couteaux ») : les Virginiens (c'est-à-dire les Américains ).

### Cinquième
Au temps du Cinquième Feu, viendra une période de grande lutte qui bouleversera la vie de tous les autochtones. Au déclin de ce Feu, viendra parmi le peuple celui qui détient une promesse de grande joie et de salut. Si le peuple accepte cette promesse d’une nouvelle voie et abandonne les anciens enseignements, alors la lutte du Cinquième Feu se poursuivra pendant de nombreuses générations. La promesse qui vient se révélera être une fausse promesse. Tous ceux qui acceptent cette promesse provoqueront la quasi-destruction du peuple.[2]

### Sixième
Au temps du Sixième Feu, il sera évident que la promesse du Cinquième Feu est venue d’une fausse manière. Ceux qui sont trompés par cette promesse éloigneront leurs enfants des enseignements des Anciens. Les petits-fils et les petites-filles se retourneront contre les Anciens. De cette façon les Anciens perdront leur raison de vivre... ils perdront leur but dans la vie. A cette époque, une nouvelle maladie viendra parmi le peuple. L’équilibre de nombreuses personnes sera perturbé. La coupe de la vie deviendra presque la coupe du chagrin.

### Septième
On disait que le septième prophète, venu au peuple il y a longtemps, était différent des autres prophètes. Ce prophète a été décrit comme « jeune et avait une étrange lumière dans les yeux » et a dit :
 Au temps du Septième Feu, de Nouvelles Personnes émergeront. Ils reviendront sur leurs pas pour retrouver ce qui a été laissé par le sentier. Leurs pas les mèneront vers les Aînés à qui ils demanderont de les guider dans leur voyage. Mais beaucoup d’Aînés se seront endormis. Ils se réveilleront à cette nouvelle époque sans rien à offrir. Certains Anciens resteront silencieux car personne ne leur demandera rien. Le Peuple Nouveau devra être prudent dans la manière dont il abordera les Anciens. La tâche du Peuple Nouveau ne sera pas facile.
Si le Peuple Nouveau reste fort dans sa quête, le Tambour à Eau de la Loge Midewiwin fera à nouveau entendre sa voix. Il y aura une renaissance de la nation Anishinabe et un ravivage des vieilles flammes. Le Feu Sacré sera à nouveau allumé.

C'est cette fois-ci que la course aux peaux claires aura le choix entre deux routes. Une route sera verte et luxuriante et très attrayante. L’autre route sera noire et carbonisée, et le parcourir leur coupera les pieds. Dans la prophétie, les gens décident de ne prendre aucune des deux routes, mais plutôt de faire demi-tour, de se souvenir et de récupérer la sagesse de ceux qui les ont précédés. S’ils choisissent le bon chemin, alors le Septième Feu allumera le Huitième et dernier Feu, un feu éternel de paix, d’amour, de fraternité et de sororité. Si la race à la peau claire fait le mauvais choix de routes, alors la destruction qu'elle a apportée avec elle en venant dans ce pays reviendra sur elle et causera beaucoup de souffrance et de mort à tous les habitants de la Terre.
1. ↑  Bell, Nicole. Journey from the Heart: Sharing the Anishnaabe (Ojibway) Culture With the Public School System. April 2000, Queen's University.
2. ↑  Benton-Banai
3. ↑  McFadden, S., Legend of the Rainbow Warriors, iUniverse, 2005 (ISBN 9781469785851, lire en ligne), p. 85
4. ↑  Toensing, Gale Courey. "Political Party! Celebrating UNDRIP and Indigenous Culture in Montreal". Indian Country Today. 13 Sept 2011 (retrieved 27 Sept 2011)
5. ↑  « MAWQATMUTI'KW (We all live together) », IKANAWTIKET Environmental Incorporated, 5 mai 2011 (consulté le 13 avril 2015)